# Anua wahlbergi
Anua wahlbergi är en fjärilsart som beskrevs av Hans Daniel Johan Wallengren 1856. Anua wahlbergi ingår i släktet Anua och familjen nattflyn. Inga underarter finns listade i Catalogue of Life.